# 48 Piscium
48 Piscium är en orange jätte som ligger i Fiskarnas stjärnbild.
48 Piscium har visuell magnitud +6,04 och är knappt synlig för blotta ögat vid god seeing. Stjärnan befinner sig på ett avstånd av ungefär 760 ljusår.